# 1956 en littérature
| Années de la littérature : 1953 - 1954 - 1955 - 1956 - 1957 - 1958 - 1959    |
| Décennies de la littérature : 1920 - 1930 - 1940 - 1950 - 1960 - 1970 - 1980 |

Cet article présente les faits marquants de l'année 1956 en littérature.

## Évènements
- Juin : Le romancier Petre Dimitriu devient directeur des Éditions d’Etat en Roumanie, ce qui permet l’éclosion de la littérature roumaine. Il passera à l’Ouest en 1959. Miron Constantinescu, qui a promis l’abolition du russe obligatoire, devient ministre de l’Enseignement.
- Premier Congrès des écrivains et artistes noirs  à Paris (Société africaine de culture et Présence africaine).
- Création à Bruxelles des éditions du Lombard par Raymond Leblanc.

## Parutions

### Essais
- Günther Anders, L'Obsolescence de l'homme, Éditions de l'Encyclopédie des Nuisances.
- Jean Dutourd, Les Taxis de la Marne, éd. Gallimard.
- Charles de Gaulle : L'Unité.
- Bernard Groethuysen, Philosophie de la Révolution française, éd. Gallimard [coll. « Bibliothèques des idées »]
- Pierre Francastel, Art et technique aux XIXe et XXe siècles, Paris, éditions de Minuit, coll. « L’Homme et la machine » (réimpr. éd. Gallimard, 1968 (coll. Tel), 308 p., ill.
- Jean-Marcel Jeanneney : Forces et faiblesses de l'économie française. Il considère que la pénurie de biens durables après-guerre fut un bien pour la natalité française car détournés de l'épargne et de la consommation, les ménages ont eu moins de réticences à avoir des enfants.
- R.P. Alexis Kagame : La philosophie bantu-rwandaise de l’être.
- Lewis Mumford, Les Transformations de l'homme, Éditions de l'Encyclopédie des Nuisances.

### Biographies
- Gaëtan Picon, Balzac par lui-même, Paris, éditions Le Seuil

### Romans

#### Auteurs francophones
- François-Régis Bastide, Les Adieux, prix Fémina 1956.
- Michel Butor, L’Emploi du temps (octobre).
- Noël Calef, Échec au porteur, Prix du Quai des Orfèvres 1956.
- Albert Camus, La Chute (juin).
- Jean-Pierre Chabrol, Le Bout-Galeux, prix du roman populiste 1956.
- Georges-Emmanuel Clancier, Le Pain noir, prix de la Société des gens de lettres en 1957.
- Jean-Louis Curtis, L'Échelle de soie, éd. Julliard.
- Jean-Louis Curtis, Un saint au néon, éd. Denoël.
- Romain Gary, Les Racines du ciel, Prix Goncourt 1956.
- Paul Guth, Le Naïf locataire, Grand prix du roman de l'Académie française 1956.
- André Perrin pour Le Père, Prix Renaudot 1956.
- Nathalie Sarraute, L'Ère du soupçon (mars).
- Henri Vincenot, La Pie saoule.
- Kateb Yacine, Nedjma.

#### Auteurs traduits
- Peter Abrahams (sud-africain) : Une couronne pour Udomo.
- Graham Greene : Un Américain bien tranquille (avril).
- Jarosław Iwaszkiewicz (Polonais) : début de la publication de La Louange et la Gloire qui se poursuit jusqu'en 1962.
- Curzio Malaparte (italien) : Ces sacrés Toscans.

### Théâtre
- 25 février : L'Impromptu de l'Alma, pièce de Ionesco.
- 20 septembre : Requiem pour une nonne, pièce de William Faulkner, est adapté et mise en scène par Camus.
- Jean Genet, Le Balcon
- Léopold Sédar Senghor, Éthiopiques
- Succès au Royaume-Uni de Look Back in Anger, pièce de John Osborne, représentant des « angry young men ».

### Poésie
- Louis Aragon : Le Roman inachevé.

## Récompenses et prix littéraires
- Prix Nobel de Littérature : Juan Ramón Jiménez.
- Prix Goncourt: Romain Gary pour Les Racines du ciel.
- Prix Renaudot :  André Perrin pour Le Père.
- Prix Femina : François-Régis Bastide pour Les Adieux.
- Prix Interallié : Armand Lanoux pour Le Commandant Watrin
- Grand prix du roman de l'Académie française : Paul Guth pour Le Naïf Locataire.
- Prix des libraires : La Bonne Ferte d'Albert Vidalie
- Prix des Deux Magots : Amère Victoire de René Hardy
- Prix du Quai des Orfèvres : Noël Calef pour Échec au porteur.
- Prix du roman populiste : Jean-Pierre Chabrol pour Le Bout-Galeux.

## Principales naissances
- 8 janvier : Jack Womack, écrivain américain de science-fiction.
- 21 mars : Louise Warren, écrivaine canadienne d'expression française.
- 11 juillet : Amitav Ghosh, écrivain indien d'expression anglaise (Prix Médicis étranger 1990).
- 6 août : Antoine Audouard, écrivain français.
- 9 octobre : Robert Reed, écrivain américain de science-fiction.
- 12 octobre : Storm Constantine, écrivain britannique de science-fiction et de fantasy.
- 9 décembre : Jean-Pierre Thiollet, écrivain français.
- Diane Régimbald, poète canadienne d'expression française.

## Principaux décès
- 22 février : Paul Léautaud, écrivain français.
- 18 mars : Louis Bromfield, écrivain américain.
- 11 juin : Corrado Alvaro, 61 ans, écrivain, journaliste et poète italien. (° 15 avril 1895).
- 9 juillet, Berlin : Gottfried Benn, poète expressionniste allemand.
- 14 août : Bertolt Brecht, poète et auteur dramatique allemand.
- 30 octobre : Pío Baroja, romancier espagnol.
- 12 septembre : Hans Carossa, écrivain allemand, 78 ans.